# Liliane Bettencourt
Liliane Bettencourt (født 21. oktober 1922 i Paris, Frankrig, død 21. september 2017) var hovedaktionær i verdens største kosmetikproducent L'Oréal og den rigeste kvinde i verden. Forbes har estimeret, at hendes formue i 2008 var på 22,9 mia. amerikanske dollars. Hun var ved sin død verdens 17. rigeste person.
Bettencourt var som eneste barn af L'Oréals stifter Eugène Schueller enearving til virksomheden. Moderen døde i 1927, da Liliane Bettencourt var blot 5 år gammel, mens Eugène Schueller døde i 1957. Ved sin død ejede Bettencourt 30 procent af virksomheden, mens Nestlé ejer 28,9 procent. De resterende aktier handles på børsen. 
Privat blev hun i 1950 gift med politikeren André Bettencourt, som døde i november 2007. Parret fik en datter, Françoise Bettencourt Meyers, der i dag er bestyrelsesmedlem i L'Oréal. 